# Oblate del Cuore di Gesù
Le Oblate del Cuore di Gesù (in francese Oblates du Cœur de Jésus) sono un istituto religioso femminile di diritto pontificio: le suore di questa congregazione pospongono al loro nome la sigla O.C.J.

## Storia

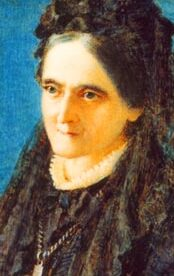
Louise-Thérèse de Montaignac, fondatrice della congregazione

La congregazione trae origine da un sodalizio fondato a Montluçon, nell'Alvernia, da Louise-Thérèse de Montaignac de Chauvance (1820-1885): di nobile famiglia, fu una grande propagatrice della devozione al Cuore di Gesù e diede vita a un'associazione per diffonderne il culto. Fallito il suo tentativo di aggregare il suo movimento come terz'ordine a qualche congregazione, dietro suggerimento del suo confessore, il gesuita François-Xavier Gautrelet, fondò le Oblate del Cuore di Gesù.
Il vescovo di Moulins Pierre-Simon de Dreux-Brézé approvò la compagnia come pia unione con decreto del 21 dicembre 1874. Le Oblate erano divise in tre rami: il primo di vita comune, il secondo secolare e il terzo costituito da laici associati. Papa Leone XIII concesse alle Oblate il breve di lode il 4 ottobre 1881 e il 31 agosto 1887 scelse un loro cardinale protettore nella persona di Gaetano Aloisi Masella.
La Santa Sede approvò l'unione il 16 maggio 1888 e le sue costituzioni il 4 maggio 1895.  Nel 1909 le Oblate vennero trasformate in congregazione religiosa e si ebbe la prima emissione dei voti.
La fondatrice è stata beatificata da papa Giovanni Paolo II nel 1990.

## Attività e diffusione
Le Oblate del Cuore di Gesù si dedicano all'educazione della gioventù, all'insegnamento religioso, all'assistenza alle giovani lavoratrici e ad altre opere caritatevoli e parrocchiali; gestiscono dispensari, case per ritiri spirituali e orfanotrofi.
Sono presenti in Europa (Belgio, Francia, Polonia, Portogallo), in Africa (Repubblica Centrafricana, Repubblica Democratica del Congo) e in America (Brasile, Guatemala, Honduras, Messico, Nicaragua, Panama, El Salvador): la sede generalizia è a Parigi.
Al 31 dicembre 2005 l'istituto contava 228 religiose in 43 case.